# Paprika-Koalition
Als Paprika-Koalition (rot-grün-orange, die häufigsten Farben des gleichnamigen Fruchtgemüses) bezeichnet man in Deutschland eine Koalition zwischen der Sozialdemokratischen Partei Deutschlands (SPD), Bündnis 90/Die Grünen und der Piratenpartei Deutschland. Sie ist bisher nur auf kommunaler Ebene präsent. So gab es sie in Bielefeld von 2014 bis 2021 sowie 2015 für kurze Zeit in Köln.